# Grêmio Recreativo Esportivo Madeirit
Grêmio Recreativo Esportivo Maderit e um clube de futebol amador da cidade de Guarapuava no estado do Paraná. Suas cores são verde , vermelho e branco.
A equipe manda seus jogos no Estádio Rubens de Mello.

## Titulos
Amador
- Taça Paraná : 1ª (2004)[1]

Juvenil
- Taça Paraná Juvenil : 1ª (2018)[2]